# Янчевиці
Янчевіце (пол. Janczewice) — село в Польщі, у гміні Лешноволя Пясечинського повіту Мазовецького воєводства.
Населення — 164 особи (2011).
У 1975-1998 роках село належало до Варшавського воєводства.

## Демографія
Демографічна структура станом на 31 березня 2011 року:
|          | Загалом | Допрацездатний вік | Працездатний вік | Постпрацездатний вік |
| -------- | ------- | ------------------ | ---------------- | -------------------- |
| Чоловіки | 76      | 17                 | 47               | 12                   |
| Жінки    | 88      | 17                 | 47               | 24                   |
| Разом    | 164     | 34                 | 94               | 36                   |